# Chyňava
Chyňava település Csehországban, a Berouni járásban. Chyňava Vráž, Svárov, Unhošť, Malé Kyšice, Železná, Nižbor, Chrustenice, Nenačovice, Ptice, Hýskov, Beroun és Bratronice településekkel határos. Lakosainak száma 1886 fő (2024. január 1.).

## Népesség
A település lakosságának változását az alábbi diagram mutatja:
| Lakosok száma | 2277 | 2355 | 2230 | 1696 | 1566 | 1481 | 1801 | 1827 | 1839 | 1886 |
|               | 1869 | 1890 | 1921 | 1950 | 1980 | 2001 | 2017 | 2019 | 2022 | 2024 |